# .cz
.cz jest domeną internetową przypisaną dla stron internetowych z Czech.
Przed rozpadem na Czechy i Słowację w roku 1993 Czechosłowacja używała domeny .cs.